# Ruatara
Ruatara é um género de gastrópode  da família Charopidae.
Este género contém as seguintes espécies:
- Ruatara koarana
- Ruatara oparica